# Wereldkampioenschap rally in 1974
Het Wereldkampioenschap rally in 1974 was de tweede jaargang van het Wereldkampioenschap rally (internationaal het World Rally Championship), georganiseerd door de Fédération Internationale de l'Automobile (FIA).

## Kalender
- De oorspronkelijke kalender bestond uit elf evenementen, maar door de wereldwijde oliecrisis moesten de rally's in Monte Carlo, Zweden en Griekenland geannuleerd worden, waardoor er nog acht rally's op het programma overbleven.

| Ronde | Datum                  | Rally                         | Start          | Finish      | Ondergrond | Ondergrond       |
| ----- | ---------------------- | ----------------------------- | -------------- | ----------- | ---------- | ---------------- |
| -     | Geannuleerd            | Rally van Monte Carlo         | Diverse steden | Monte Carlo |            | Asfalt en sneeuw |
| -     | Geannuleerd            | Rally van Zweden              | Karlstad       | Karlstad    |            | Sneeuw en ijs    |
| 1     | 20-23 maart            | Rally van Portugal            | Lissabon       | Estoril     |            | Asfalt en gravel |
| 2     | 11-15 april            | Safari Rally                  | Nairobi        | Nairobi     |            | Gravel           |
| -     | Geannuleerd            | Rally van Griekenland         | Athene         | Athene      |            | Gravel           |
| 3     | 2-4 augustus           | Rally van Finland             | Jyväskylä      | Jyväskylä   |            | Gravel           |
| 4     | 2-5 oktober            | Rally van San Remo            | San Remo       | San Remo    |            | Gravel           |
| 5     | 16-20 oktober          | Rally van Canada              | Ontario        | Ontario     |            | Gravel           |
| 6     | 30 oktober-3 november  | Rally van de Verenigde Staten | Marquette      | Marquette   |            | Gravel           |
| 7     | 16-20 november         | Rally van Groot-Brittannië    | York           | York        |            | Gravel           |
| 8     | 30 november-1 december | Rally van Corsica             | Bastia         | Bastia      |            | Asfalt           |

## Resultaten
| Kleur | Ondergrond       |
| ----- | ---------------- |
| Grijs | Asfalt           |
| Bruin | Gravel           |
| Roze  | Asfalt en gravel |
| Blauw | Sneeuw en ijs    |

| Ronde | Ronde | Rally                                                       | Podium              | Podium                     | Podium                 | Podium    | Statistieken | Statistieken | Statistieken | Statistieken |  |
| Ronde | Ronde | Rally                                                       | Pos.                | Rijder                     | Auto                   | Tijd      | Proeven      | Afstand      | Gestart      | Gefinisht    |  |
| ----- | ----- | ----------------------------------------------------------- | ------------------- | -------------------------- | ---------------------- | --------- | ------------ | ------------ | ------------ | ------------ |  |
|       | 1     | 8º TAP Rallye de Portugal (20-23 maart 1974)                | 1.                  | Raffaele Pinto             | Fiat Abarth 124 Rallye | 6:26.15   | 32           | 454,00 km    | 125          | 36           |  |
| 2.    | 1     | 8º TAP Rallye de Portugal (20-23 maart 1974)                | Alcide Paganelli    | Fiat Abarth 124 Rallye     | 6:30.12                |           | 32           | 454,00 km    | 125          | 36           |  |
| 3.    | 1     | 8º TAP Rallye de Portugal (20-23 maart 1974)                | Markku Alén         | Fiat Abarth 124 Rallye     | 6:37.17                |           | 32           | 454,00 km    | 125          | 36           |  |
|       |       |                                                             |                     |                            |                        |           |              |              |              |              |  |
|       | 2     | 22nd East African Safari Rally (11-15 april 1974)           | 1.                  | Joginder Singh             | Mitsubishi Colt Lancer | 11:18     |              | 5200,00 km   | 99           | 16           |  |
| 2.    | 2     | 22nd East African Safari Rally (11-15 april 1974)           | Björn Waldegård     | Porsche 911                | 11:46                  |           |              | 5200,00 km   | 99           | 16           |  |
| 3.    | 2     | 22nd East African Safari Rally (11-15 april 1974)           | Sandro Munari       | Lancia Fulvia 1.6 Coupé HF | 12:22                  |           |              | 5200,00 km   | 99           | 16           |  |
|       |       |                                                             |                     |                            |                        |           |              |              |              |              |  |
|       | 3     | 24th 1000 Lakes Rally (2-4 augustus 1974)                   | 1.                  | Hannu Mikkola              | Ford Escort RS1600     | 3:11.42   | 36           | 363,60 km    | 118          | 88           |  |
| 2.    | 3     | 24th 1000 Lakes Rally (2-4 augustus 1974)                   | Timo Mäkinen        | Ford Escort RS1600         | 3:12.13                |           | 36           | 363,60 km    | 118          | 88           |  |
| 3.    | 3     | 24th 1000 Lakes Rally (2-4 augustus 1974)                   | Markku Alén         | Fiat Abarth 124 Rallye     | 3:13.52                |           | 36           | 363,60 km    | 118          | 88           |  |
|       |       |                                                             |                     |                            |                        |           |              |              |              |              |  |
|       | 4     | 16º Rallye Sanremo (2-5 oktober 1974)                       | 1.                  | Sandro Munari              | Lancia Stratos HF      | 9:12.43   |              | 416,00 km    | 106          | 33           |  |
| 2.    | 4     | 16º Rallye Sanremo (2-5 oktober 1974)                       | Giulio Bisulli      | Fiat Abarth 124 Rallye     | 9:20.30                |           |              | 416,00 km    | 106          | 33           |  |
| 3.    | 4     | 16º Rallye Sanremo (2-5 oktober 1974)                       | Alfredo Fagnola     | Opel Ascona                | 9:56.09                |           |              | 416,00 km    | 106          | 33           |  |
|       |       |                                                             |                     |                            |                        |           |              |              |              |              |  |
|       | 5     | 2nd Rally Rideau Lakes (16-20 oktober 1974)                 | 1.                  | Sandro Munari              | Lancia Stratos HF      | 4:54.31,8 | 40           | 383,64 km    | 51           | 19           |  |
| 2.    | 5     | 2nd Rally Rideau Lakes (16-20 oktober 1974)                 | Simo Lampinen       | Lancia Beta Coupé          | 4:56.50,4              |           | 40           | 383,64 km    | 51           | 19           |  |
| 3.    | 5     | 2nd Rally Rideau Lakes (16-20 oktober 1974)                 | Walter Boyce        | Toyota Celica              | 5:07.46,2              |           | 40           | 383,64 km    | 51           | 19           |  |
|       |       |                                                             |                     |                            |                        |           |              |              |              |              |  |
|       | 6     | 26th Press-on-Regardless Rally (30 oktober-3 november 1974) | 1.                  | Jean-Luc Thérier           | Renault 17 Gordini     | 5:29.47   |              | 244,00 km    | 64           | 28           |  |
| 2.    | 6     | 26th Press-on-Regardless Rally (30 oktober-3 november 1974) | Markku Alén         | Fiat Abarth 124 Rallye     | 5:35.10                |           |              | 244,00 km    | 64           | 28           |  |
| 3.    | 6     | 26th Press-on-Regardless Rally (30 oktober-3 november 1974) | Jean-Pierre Nicolas | Renault 17 Gordini         | 5:35.49                |           |              | 244,00 km    | 64           | 28           |  |
|       |       |                                                             |                     |                            |                        |           |              |              |              |              |  |
|       | 7     | 30th Lombard RAC Rally (16-20 november 1974)                | 1.                  | Timo Mäkinen               | Ford Escort RS1600     | 8:02.39   | 84           | km           | 190          | 83           |  |
| 2.    | 7     | 30th Lombard RAC Rally (16-20 november 1974)                | Stig Blomqvist      | Saab 96 V4                 | 8:04.19                |           | 84           | km           | 190          | 83           |  |
| 3.    | 7     | 30th Lombard RAC Rally (16-20 november 1974)                | Sandro Munari       | Lancia Stratos HF          | 8:11.55                |           | 84           | km           | 190          | 83           |  |
|       |       |                                                             |                     |                            |                        |           |              |              |              |              |  |
|       | 8     | 18ème Tour de Corse (30 november-1 december 1974)           | 1.                  | Jean-Claude Andruet        | Lancia Stratos HF      | 4:49.10   | 14           | 374,90 km    | 102          | 24           |  |
| 2.    | 8     | 18ème Tour de Corse (30 november-1 december 1974)           | Jean-Pierre Nicolas | Alpine-Renault A110 1800   | 4:52.38                |           | 14           | 374,90 km    | 102          | 24           |  |
| 3.    | 8     | 18ème Tour de Corse (30 november-1 december 1974)           | Jean-Luc Thérier    | Alpine-Renault A310        | 5:12.09                |           | 14           | 374,90 km    | 102          | 24           |  |

## Kampioenschap stand

### Constructeurs
| Pos. | Constructeur   | POR | KEN | FIN | ITA | CAN | VST | GBR | FRA | Ptn. |
| ---- | -------------- | --- | --- | --- | --- | --- | --- | --- | --- | ---- |
| 1    | Lancia         |     | 12  |     | 20  | 20  | 10  | 12  | 20  | 94   |
| 2    | Fiat           | 20  | 1   | 12  | 15  |     | 15  |     | 6   | 69   |
| 3    | Ford           | 2   | 2   | 20  |     | 10  |     | 20  |     | 54   |
| 4    | Toyota         | 10  |     |     |     | 12  |     | 10  |     | 32   |
| 5    | Alpine-Renault | 6   |     |     |     |     | 8   |     | 15  | 29   |
| 6    | Datsun         | 8   | 10  |     |     | 8   |     | 2   |     | 28   |
| 7    | Porsche        |     | 15  |     | 8   |     | 4   |     |     | 27   |
| 8    | Opel           |     |     | 3   | 12  |     |     | 8   | 4   | 27   |
| 9    | Saab           |     |     | 10  |     |     |     | 15  |     | 25   |
| 10   | Renault        |     |     |     |     |     | 20  |     | 3   | 23   |
| 11   | Mitsubishi     |     | 20  |     |     |     |     |     |     | 20   |
| 12   | Volvo          |     |     |     |     |     | 1   | 6   |     | 7    |
| 13   | BMW            | 4   |     |     |     |     |     |     |     | 4    |
| 13   | Peugeot        |     | 4   |     |     |     |     |     |     | 4    |
| 15   | Citroën        | 3   |     |     |     |     |     |     |     | 3    |
| 16   | Alfa Romeo     |     |     |     |     |     |     |     | 1   | 1    |